# Periscyphis mofousensis
Periscyphis mofousensis là một loài chân đều trong họ Eubelidae. Loài này được Dalens miêu tả khoa học năm 1996.